# رصدخانه پالومار

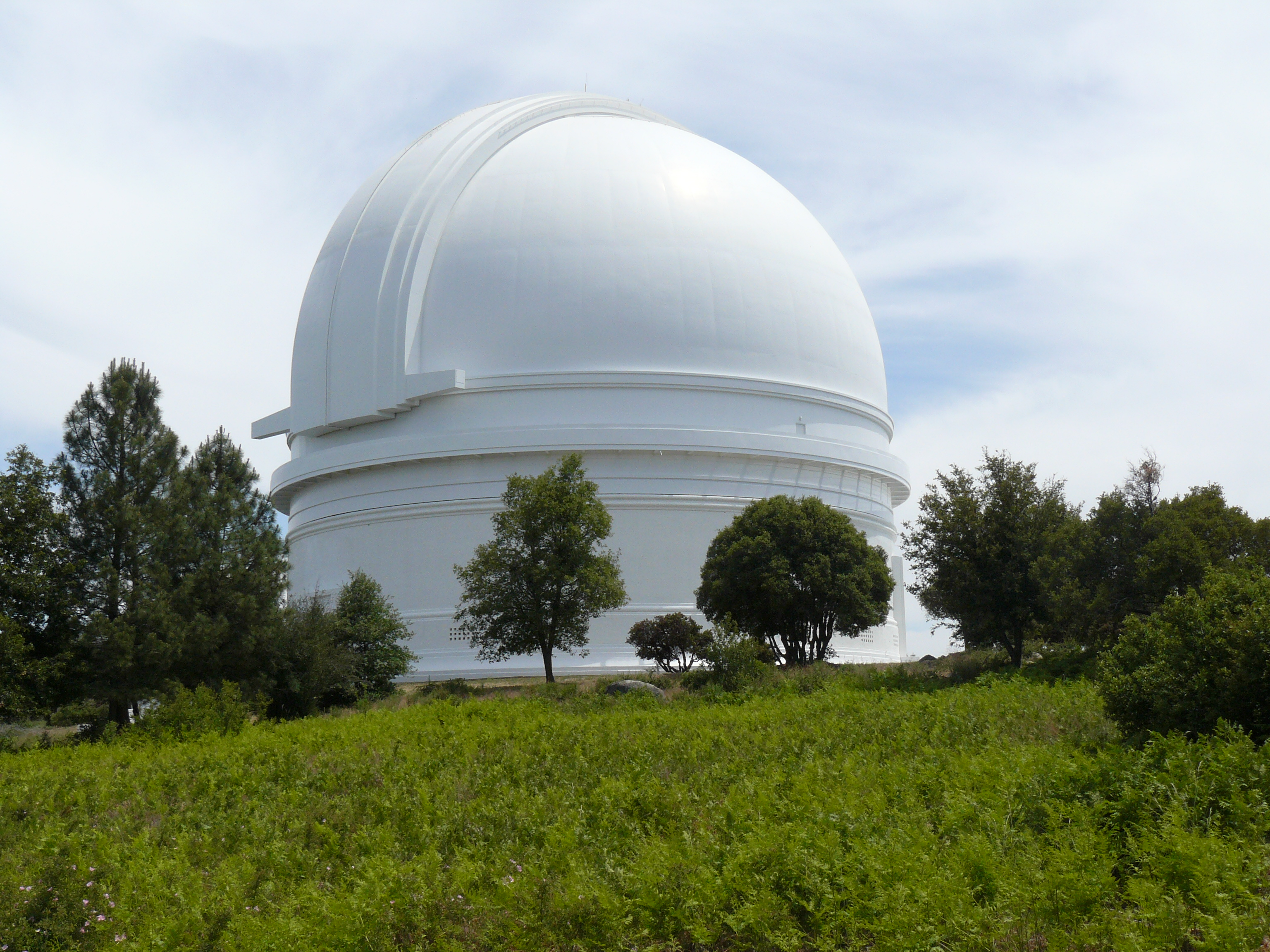
تلسکوپ با قطر آیینه ۵ متر هیل بزرگترین تلسکوپ این مرکز است.

رصدخانه پالومار (به انگلیسی: Palomar Observatory) یک مرکز رصد تاریخی در کشور آمریکا در کالیفرنیا است. این رصدخانه در ۱۹۴۷ تأسیس گردید.
این رصدخانه که در ۹۰ کیلومتری جنوب رصدخانه کوه ویلسون قرار دارد، توسط موسسه فناوری کالیفرنیا اداره می‌شود.
| # | نام تلسکوپ رصدخانه                                        | تصویر | دهانه                 | ارتفاع             | نخستین نور | پشتیبان‌(های) ویژه                        |
| - | --------------------------------------------------------- | ----- | --------------------- | ------------------ | ---------- | ---------------------------------------- |
| 1 | تلسکوپ هیل رصدخانه پالومار                                |       | ۲۰۰ اینچ ۵۰۸ سانتی‌متر | ۱۷۱۳ متر (۵۶۲۰ پا) | ۱۹۴۹       | جرج الری هیل جان دیویس راکفلر ادوین هابل |
| ۲ | تلسکوپ هوکر رصدخانه کوه ویلسون                            |       | ۱۰۰ اینچ ۲۵۴ سانتی‌متر | ۱۷۴۲ متر (۵۷۱۵ پا) | ۱۹۱۷       | جرج الری هیل اندرو کارنگی                |
| ۳ | تلسکوپ مک‌دونالد رصدخانه مک‌دونالد (یعنی تلسکوپ اتو استروو) |       | ۸۲ اینچ ۲۱۰ سانتی‌متر  | ۲۰۷۰ متر (۶۷۹۱ پا) | ۱۹۳۹       | اوتو استروو                              |